# Fil d'Ariane (ergonomie)
Pour les articles homonymes, voir Fil d'Ariane.

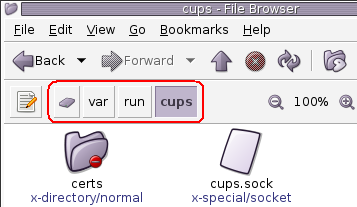
Exemple de fil d’Ariane sur l'interface graphique de Nautilus.

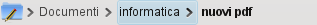
Fil d’Ariane du gestionnaire de fichiers Dolphin.

Un fil d’Ariane (en anglais, trail of breadcrumbs ou breadcrumb trail, « chemin de miettes de pain », voir section « étymologie » ci-dessous) est, en ergonomie et plus particulièrement de nos jours dans le domaine de la conception d’interfaces informatiques, une aide à la navigation sous forme de signalisation de la localisation du lecteur dans un document (très souvent, une page de site web). Leur but est de donner aux utilisateurs un moyen de garder une trace de leur emplacement à l'intérieur de programmes, documents ou pages Web.

## Étymologie
Le nom fil d’Ariane provient de l’Ariane de la mythologie grecque, dont le fil sauva Thésée dans le Labyrinthe en lui permettant de revenir sur ses pas jusqu'à l'entrée.
Le terme anglais breadcrumb trail (« chemin de miettes de pain ») vient des traces formées de miettes de pain que laissèrent Hansel et Gretel dans le conte populaire bien connu des frères Grimm (tout comme dans l'histoire du Petit Poucet de Charles Perrault, plus connue des Français).

## Utilisations

### Sur le Web
Les fils d’Ariane apparaissent généralement en haut d'une page web, à l'horizontale, usuellement sous une barre de titre ou les en-têtes de page. Ils fournissent des liens en arrière sur chaque étape (page) parcourue par l'utilisateur au fil de sa navigation à travers l'interface afin de pouvoir se positionner au sein du site et éventuellement revenir sur ses pas jusqu'au point d'entrée (de départ) du site web.
Les fils d’Ariane sont souvent générés automatiquement. Par exemple, un fil d’Ariane dans un site web graphique pourrait ressembler à ceci :
>> Accueil > Émissions > Jeunesse > Téléachat
Sur un site web, un fil d'Ariane représente l'arborescence des rubriques que le visiteur a traversées depuis la page d'accueil.
Par exemple, l’annuaire libre dmoz utilise les fils d’Ariane (voir un exemple).

#### Catégories de fils d'Ariane
Il existe trois types de fils d’Ariane pour sites web :
- Chemin (path) : les fils d’Ariane de chemin sont dynamiques et montrent le chemin que l'utilisateur a parcouru pour arriver jusqu'à cette page.
- Emplacement (location) : les fils d’Ariane d’emplacement sont statiques et montrent où la page se situe dans la hiérarchie du site web.
- Attribut (attribute) : les fils d’Ariane d’attribut donnent des informations sur la catégorie de la page courante.

#### Une technique d'accessibilité des contenus web
Les fils d'Ariane du type emplacement sont une des techniques de base d'accessibilité des contenus Web : ils permettent en effet de répondre à l'un des critères de succès des Règles pour l'accessibilité des contenus Web (WCAG) 2.0, selon lequel « l'utilisateur dispose d'informations pour se situer dans un ensemble de pages web ».

### Assistant de navigation
Les assistants de navigation (GPS) et outils dérivés peuvent garder une trace des déplacements effectués par un GPS en enregistrant les positions du voyageur à certains moments et en les présentant sur l’écran d’affichage par un fil d’Ariane rassemblant les marqueurs de position.

## Cookie crumb(miettes de biscuit)
Certains commentateurs et programmeurs utilisent alternativement le terme de « cookie crumb » (ou certaines variantes) en tant que synonyme pour décrire la technique de navigation mentionnée précédemment mais cet usage est considéré  comme incorrect et le plus souvent représente une déformation de la métaphore originale de « breadcrumb ». Cette mauvaise utilisation est de plus problématique car le « cookie crumb » est souvent utilisé pour décrire une date ou un paramètre à l'intérieur d'un témoin de connexion.

## Critiques d'ergonomie
Certains commentateurs critiquent les fils d’Ariane de type « chemin » parce qu'ils dupliquent les fonctionnalités qui existent déjà dans le navigateur, par exemple le bouton « retour » (back) et l'historique de navigation.
De plus, dans un stockage hiérarchique, un fil d'Ariane ne fournit pas d'accès fixe au parent immédiat : l'utilisateur doit examiner le fil pour trouver l'emplacement du bon lien.
Les fils d’Ariane de type « emplacement » ne sont pas nécessairement appropriés pour les sites dont le contenu est tellement riche qu'une seule catégorie ne suffit pas à décrire totalement une  partie précise. C'est une situation courante dans les sites qui mettent en œuvre le paradigme basé sur la recherche (par exemple Amazon).